# Francisco López y Pellicer
Francisco López y Pellicer (n. Valencia, 1759) fue un escultor español.

## Biografía
Natural de Valencia, alcanzó a los catorce años un premio tercero en el concurso organizado por la Real Academia de Bellas Artes de San Carlos de aquella ciudad. El 5 de noviembre de 1798, fue designado académico de mérito de esa institución, y, en agosto de 1803, propuesto, aunque sin éxito, para teniente-director de sus estudios. Fueron a parar al museo provincial de Zaragoza dos bajorrelieves suyos: un San Carlos Borromeo y una Santa Teresa recibiendo la comunión. También trabajó las estatuas de la Arquitectura y el Grabado, labradas expresamente en Valencia en 1802 para la recepción hecha por dicha ciudad al monarca Carlos IV. En un principio, la tarea de organizar la bienvenida se le había encomendado al escultor José Cotanda, que, sin embargo, falleció. En las actas de la Real Academia de San Carlos, se recoge lo siguiente:

La arrebatada muerte de este malogrado Escultor le impidió concluir lo que se había proyectado, á pesar de lo mucho que se afanó por llenar los deseos de este Cuerpo; dexando imperfecta la obra, y de la estatua del Rey, trabajadas solamente la cabeza y las manos. Con este motivo hubieron de redoblar su asistencia los demás Profesores, y se concluyó todo al tiempo debido. De las quatro estatuas de la Pintura, Escultura, Arquitectura y Grabado que habian de acompañar á la del Rey, se encargaron desde los principios las dos primeras á D. Felipe Andreu, entonces Académico de mérito por la Escultura y ahora Teniente Director de esta clase, y las dos últimas á D. Francisco Lopez y Pellicer tambien Académico de mérito por la Escultura: uno y otro desempeñaron el encargo con particular esmero, y con toda la perfeccion que pudiera desearse.